# 普拉茨-德柳萨内斯
普拉茨-德柳萨内斯（西班牙语：Prats de Llusanés）是西班牙加泰罗尼亚巴塞罗那省的一个市镇。总面积13平方公里，总人口2679人（2013年），人口密度194人/平方公里。